# Clackmannanshire
Clackmannanshire (gälisch Siorrachd Chlach Mhannainn) ist eine von 32 Council Areas in Schottland. Sie ist die kleinste aller Verwaltungsbezirke und grenzt an Perth and Kinross, Stirling und Fife. Die wichtigsten Wirtschaftszweige sind Landwirtschaft, Bierbrauerei und Kohlebergbau.
Clackmannanshire ist auch eine traditionelle Grafschaft; als solche grenzt sie an Perthshire, Stirlingshire und Fife.

## Orte
- Alloa
- Alva
- Clackmannan
- Coalsnaughton
- Dollar
- Fishcross
- Menstrie
- Muckhart
- Sauchie
- Tillicoultry
- Tullibody

## Sehenswürdigkeiten
- Alloa Tower
- Ben Cleuch
- Castle Campbell
- Gartmorn Dam
- Menstrie Castle
- siehe auch Liste der Kategorie-A-Bauwerke in Clackmannanshire

## Politik
Der Council von Clackmannanshire umfasst 18 Sitze, die sich wie folgt auf die Parteien verteilen:
| Partei                  | Sitze |
| ----------------------- | ----- |
| Scottish National Party | 8     |
| Scottish Labour         | 5     |
| Scottish Conservatives  | 5     |

## Persönlichkeiten
- Robert Abercromby (1740–1827), General
- Alexander Abercromby (1745–1795), Jurist und Essayist